# Catagonium
Catagonium là một chi rêu trong họ Catagoniaceae.